# АЕС Браунс-Феррі
Атомна елесктростанція Браунс-Феррі розташована на річці Теннессі поблизу Декейтера та Афін, штат Алабама, на північному березі (правий берег) озера Вілер. Об’єкт має три ядерні генератори з киплячим водяним реактором (BWR) General Electric і повністю належить Управлінню долини Теннессі (TVA). З генеруючою потужністю майже 3,8 гігават, це друга за потужністю атомна станція в Сполучених Штатах після атомної електростанції Пало-Верде в Аризоні та найпотужніша електростанція, якою керує TVA.

## Історія
АЕС названа на честь поромної переправи, яка працювала на цьому місці до середини 20 століття. Browns Ferry була першою атомною електростанцією TVA; його затвердження відбулося 17 червня 1966 року, а будівництво почалося у вересні 1966 року. У 1974 році, під час своєї першої експлуатації, це була найбільша атомна станція у світі. Це була перша атомна станція в світі, на якій використовувалися агрегати, здатні генерувати понад 1 гігават електроенергії. Озеро забезпечує основне охолодження, а 7 додаткових градирень Mechanical Draft допомагають під час обмежень температури води. 600 футів бетонних димоходів, вентиляційних отворів газів.

## Оновлення потужності
16 серпня 2017 року NRC схвалив запит TVA на 14,3% підвищення потужності кожного реактора. Валовий випуск електроенергії кожного блоку становив 1155 МВтe (1,101 МВтe net), але після підвищення потужності під час відключень на заправку паливом восени 2018 року для блоку 1, навесні 2019 року для блоку 2 та навесні 2018 року для блоку 3, валове виробництво електроенергії для кожного блоку було збільшено до 1310 МВтe (1256 МВтe net). У липні 2018 року було завершено підвищення продуктивності блоку 3, а для енергоблоку 1 — у січні 2019 року. Остаточне підвищення для блоку 2 було завершено в серпні 2019 року, завершивши проект вартістю 475 мільйонів доларів США.
Збільшенню електричної потужності кожного блоку сприяло збільшення максимальної робочої теплової потужності кожного реактора з 3458 МВт до 3952 МВт тис.

## Блок 1

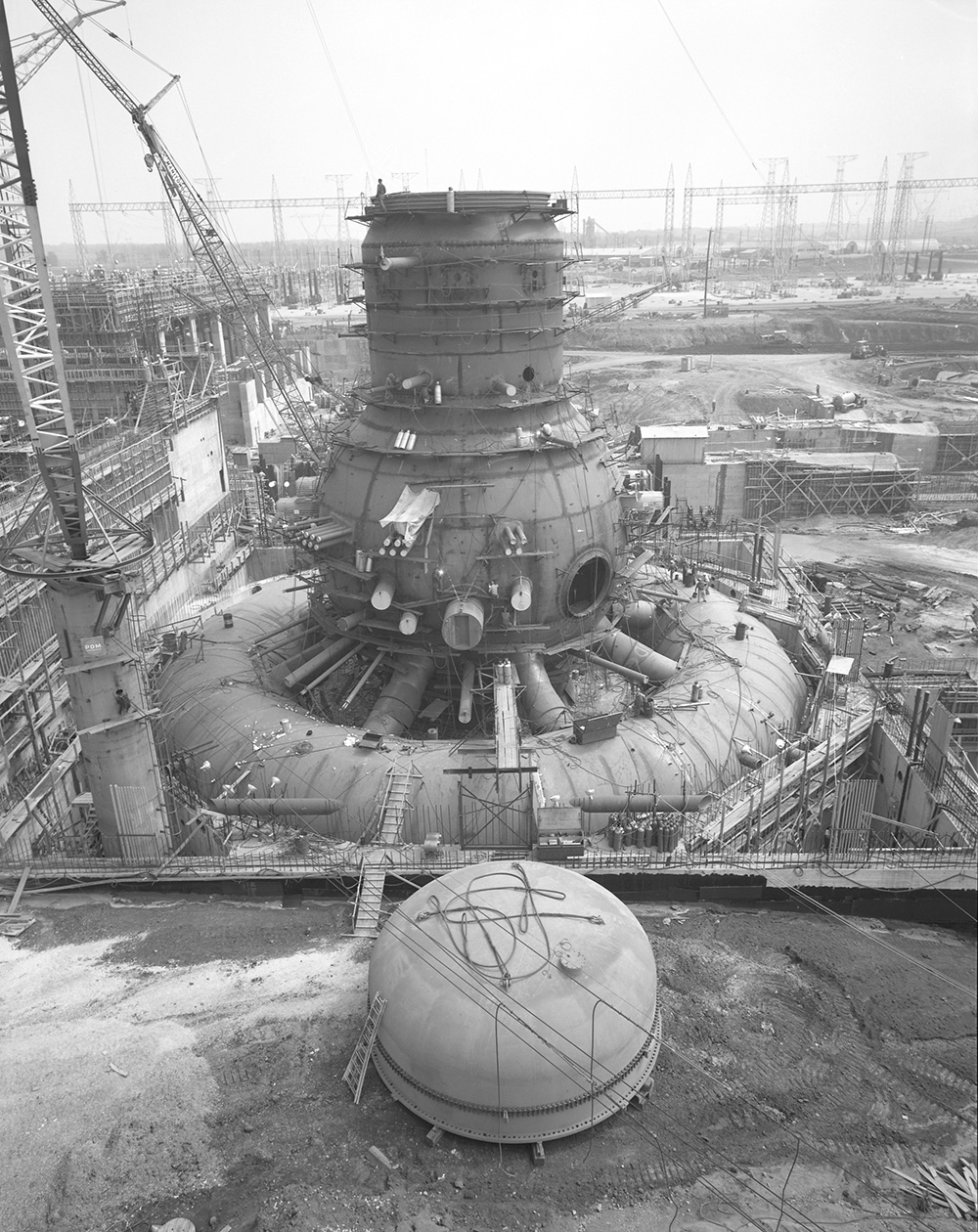
Блок 1 будівництво

Блок 1 – це 1256 МВт BWR /4, побудований компанією General Electric. Будівництво енергоблока №1 розпочалося 12 вересня 1966 року і спочатку було запущено 20 грудня 1973 року. Промислова експлуатація почалася 1 серпня 1974 року. Ліцензія на діяльність була видана до 20 грудня 2013 року. Енергоблок 1 був зупинений на рік після того, як у 1975 році пожежа пошкодила блок. Згодом блок був відремонтований і експлуатувався з 1976 року по 3 березня 1985 року, коли всі три підрозділи Browns Ferry були закриті через проблеми з експлуатацією та управлінням.
Починаючи з 2002 року TVA намагалася відновити робочий стан енергоблоку 1, витративши на це 1,8 мільярда доларів США. NRC схвалив перезапуск енергоблоку 1 15 травня 2007 року, а 22 травня реактор був доведений до критичного стану. Під час початкового тестування після перезапуску 24 травня 2007 року негерметична труба гідравлічного керування в турбінному залі лопнула, вилившись близько 2300 літрів нерадіоактивної рідини, і щойно перезапущений реактор було тимчасово вимкнено. 27 травня було відновлено пуск реактора та випробування, а 2 червня 2007 року енергоблок почав подавати електроенергію в мережу, а 8 червня вийшов на повну потужність. За оцінками, перезапуск Browns Ferry окупиться за п’ять років.

### Пожежа блоку 1

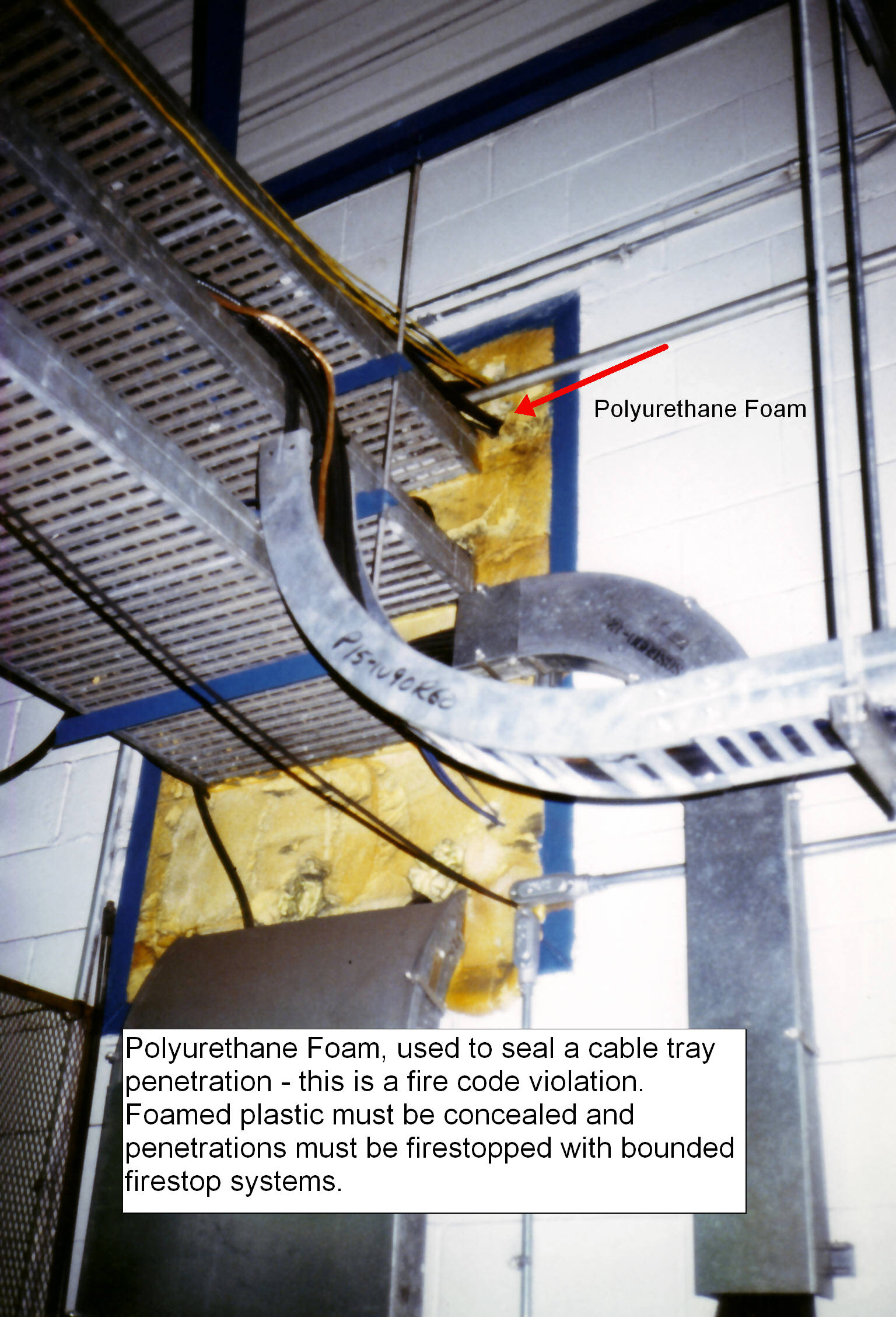
Поліуретанова піна, яка використовується для заповнення проходки кабельного лотка на електростанції в Новій Шотландії (згодом видалена та замінена протипожежним розчином).

22 березня 1975 року почалася пожежа, коли робітник, який використовував свічку для пошуку витоків повітря, випадково підпалив тимчасове ущільнення кабелю. У Browns Ferry як протипожежний захист використовувався спінений пластик, покритий з обох сторін двома шарами вогнестійкої фарби. Вогонь перекинувся з тимчасової пломби на пінопласт, завдавши значних пошкоджень кабелю управління реактором на станції.

Обставини пожежі пояснив бюлетень NRC.
Пожежа виникла в кабелерозкладочній при проходці кабелю крізь стіну між кабелерозкладочною та корпусом реактора енергоблоку №1. Невеликий перепад тиску підтримується (за проектом) на цій стіні, причому вищий тиск на стороні кімнати розкладання кабелю. Початкове ущільнення проникнення було порушено для встановлення додаткових кабелів, необхідних для модифікації конструкції. Персонал об’єкта повторно герметизував проходку після встановлення кабелю та перевіряв потік повітря через тимчасове ущільнення за допомогою полум’я свічки перед встановленням постійного ущільнювального матеріалу. Тимчасовий пломбуючий матеріал був легкозаймистим і загорівся. Робітники намагалися загасити вогонь у місці його виникнення, але вони, мабуть, не помітили, що вогонь під дією тяги через проходку поширюється на стіну з боку реакторної будівлі. Масштаб пожежі в кімнаті розкладання кабелю був обмежений кількома футами від проникнення; незважаючи на це, наявність вогню по той бік стіни від місця займання не було визнано, доки не сталося значне пошкодження кабелів, пов’язаних з керуванням блоків 1 і 2.
Пізніше це призвело до того, що комісія з ядерного регулювання внесла значні доповнення до стандартів протипожежного захисту шляхом публікації 10CFR50.48 і Додатку R. Відповідно до Служби ядерної інформації та ресурсів, нещодавно перезапущений блок 1 не відповідає цим стандартам. Аварія на 3-му енергоблокі не постраждала. Ця подія стала ключовою не тільки для протипожежної безпеки в атомній галузі, а й у комерційному та промисловому будівництві. У той час як ядерна галузь пішла на установки з силіконової піни, більш широкий спектр протипожежних елементів став переважати в неядерному будівництві.

## Блок 2
Блок 2 – це BWR /4 чистої потужності 1259 МВт, побудований компанією General Electric, який спочатку був запущений 2 серпня 1974 року та має ліцензію на експлуатацію до 28 червня 2034 року. Блоком 2 у 2017 році було вироблено 8396 ГВт-год електроенергії, досягнувши коефіцієнта потужності 86,81%.
Блок 2 повернувся до експлуатації в 1991 році після того, як усі три реактори були зупинені в 1985 році. Під час посухи в серпні 2007 року блок 2 був зупинений на один день, оскільки температура води в річці Теннессі піднялася надто високо, щоб воду можна було використовувати для охолодження, а потім скидати назад у річку.
Починаючи з 2005 року енергоблок 2 був завантажений BLEU (змішаним низькозбагаченим ураном), вилученим Міністерством енергетики з програм зброї. Це паливо містить у великій кількості U-236 та інші забруднювачі, оскільки воно було виготовлене з переробленого палива з реакторів збройової програми і тому має дещо інші характеристики при використанні в реакторі порівняно зі свіжим урановим паливом. Використовуючи це паливо, яке інакше було б утилізовано як відходи, TVA економить мільйони доларів на витратах на паливо та накопичує базу даних реакцій переробленого урану під час використання LWR.

## Блок 3
Блок 3 – це BWR /4 потужністю 1260 МВт чистої потужності, побудований компанією General Electric, який спочатку був запущений 18 серпня 1976 року з потужністю 1105 МВт нетто і має ліцензію на експлуатацію до 2 липня 2036 року. Блок 3 повернувся в експлуатацію в 1995 році після того, як всі три блоки були зупинені в 1985 році на технічне обслуговування та ремонт. У 2017 році блок 3 виробив 9651 ГВт-год, досягнувши коефіцієнта потужності 99,70%. Оновлення потужності на 155 МВт було завершено в липні 2018 року.

## Додаткові інциденти

### 19 березня 1985 року
Після вкрай негативних оцінок NRC TVA вирішила закрити весь завод і залишити його закритим на невизначений термін, щоб зосередитися на вдосконаленні всіх трьох блоків, щоб повернути його у відповідність нормативним вимогам. Блок 2 нарешті відновив роботу 24 травня 1991 року, блок 3 слідом за ним 1 листопада 1995 року, хоча енергоблок 1 не відновив роботу до 2 червня 2007 року.

### 10 травня 1986 року
Градирня №4 (яка була 27 метрів ширина, 91 м висота) була знищена під час пожежі, спричиненої 10 травня 1986 року внаслідок удару іскор від електричних вентиляторів охолодження у вежі об аномально сухі рейки секвої всередині вежі. Під час нормальної роботи вода майже безперервно текла по рейках із секвої всередині вежі, але після майже двох місяців бездіяльності рейки були дуже сухими та надзвичайно легкозаймистими. Заподіяно збитків на 5 мільйонів доларів.

### 23 травня 1996 року
Градирня №3 (яка на той час перебувала в процесі реконструкції) була сильно пошкоджена під час пожежі 23 травня 1996 року, приблизно 80% вежі було знищено.

### 19 серпня 2006 року
Об 11:05 ранку 19 серпня 2006 року енергоблок № 3 було вручну зупинено через втрату рециркуляційних насосів реактора 3А та 3В. Початкове розслідування виявило, що мікропроцесори приводу змінної частоти (VFD) не реагують. Основна причина події полягала в тому, що елементи керування VFD не працювали через надмірний трафік у підключеній мережі інтегрованої системи керування (ICS). Коригувальні дії включали встановлення мережевих брандмауерів, які обмежують підключення та трафік до контролерів VFD.

### 27 квітня 2011 року

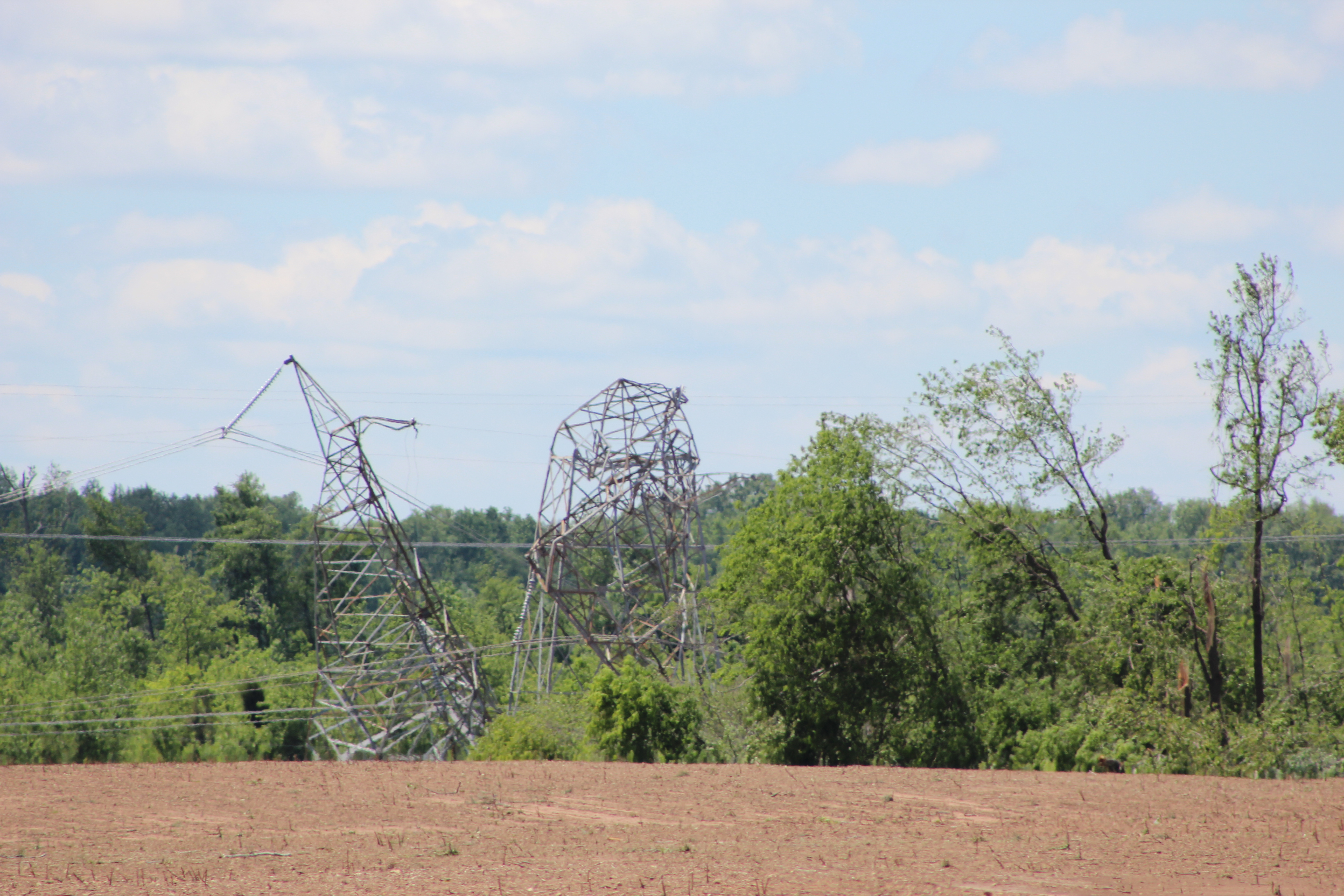
Вежі пом'яті торнадо.

О 17:01 27 квітня 2011 року всі три реактори вийшли з ладу через втрату зовнішнього живлення, викликану торнадо в околицях станції. Процедури введення керуючого стрижня та охолодження працювали згідно з проектом без фізичного пошкодження чи випромінювання. Резервні дизельні генератори забезпечували електроенергію після короткого періоду відключення. Надзвичайну подію NRC, найнижчий рівень класифікації надзвичайної ситуації, було оголошено через втрату електроенергії, що перевищує 15 хвилин. Крім того, на одному генераторі виявлено невеликий витік масла. Через масштабне пошкодження електромережі внаслідок штормів компанія Browns Ferry не змогла виробляти електроенергію для мережі, і на південному сході Сполучених Штатів сталися значні відключення.

### Січень 2015 року
З дренажної лінії стався витік 100-200 галонів води, вміст тритію перевищує прийнятні стандарти питної води EPA. Витік було усунено протягом трьох годин після виявлення, і він був значною мірою локалізований на території підприємства.

### Травень 2015 року
Комісія з ядерного регулювання виявила, що 5 контрактних працівників не здійснили виїзні пожежні патрулі, як того вимагає NRC. Як наслідок, адміністрація долини Теннессі була оштрафована на 140 000 доларів США за те, що у 2015 році на Браунс-Феррі не підтримували відповідні пожежні сторожі.

## Навколишнє населення
Населення США в радіусі 16 км., Браунс-Феррі склав 39 930, що на 12,3% більше за десятиліття, згідно з аналізом даних перепису населення США для msnbc.com. У 2010 році населення США в радіусі 80 км., склало 977 942, збільшившись на 11,0 відсотка з 2000 року. Міста в межах 50 миль включають Хантсвілл (28 миль до центру міста)

## Сейсмічний ризик
Відповідно до дослідження NRC з використанням геологічних даних за період з 1989 по 2008 рік, яке було опубліковано в серпні 2010 року, розрахунковий ризик землетрусу достатньо сильного, щоб спричинити пошкодження активної зони першого реактора, становив 1: 270 270, а для реакторів 2 і 3 ризик становив 1: в 185,185.

## Інформація про енергоблоки
| Енергоблок     | Тип реакторів       | Потужність | Потужність | Початок будівництва | Пуск       | Підключення до мережі | Введення в експлуатацію | Закриття |
| Енергоблок     | Тип реакторів       | Чистий     | Брутто     | Початок будівництва | Пуск       | Підключення до мережі | Введення в експлуатацію | Закриття |
| -------------- | ------------------- | ---------- | ---------- | ------------------- | ---------- | --------------------- | ----------------------- | -------- |
| Браунз-Ферри-1 | BWR, BWR-4 (Mark 1) | 1101 МВт   | 1155 МВт   | 01.05.1967          | 17.08.1973 | 15.10.1973            | 01.08.1974              | —        |
| Браунз-Ферри-2 | BWR, BWR-4 (Mark 1) | 1104 МВт   | 1155 МВт   | 01.05.1967          | 20.07.1974 | 28.08.1974            | 01.03.1975              | —        |
| Браунз-Ферри-3 | BWR, BWR-4 (Mark 1) | 1105 МВт   | 1155 МВт   | 01.07.1968          | 08.08.1976 | 12.09.1976            | 01.03.1977              | —        |